# 布莱克本 (苏格兰)
布莱克本（英语：Blackburn；低地苏格兰语：Blackburn），是英国苏格兰阿伯丁郡的一个城镇，位于阿伯丁西北。总人口约2540（2008年估计）。布莱克本为阿伯丁的卫星城。